# Aeroporto di Stoccolma-Västerås

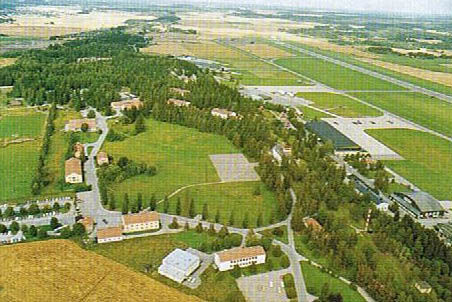
Vista a nord dell'aerodromo

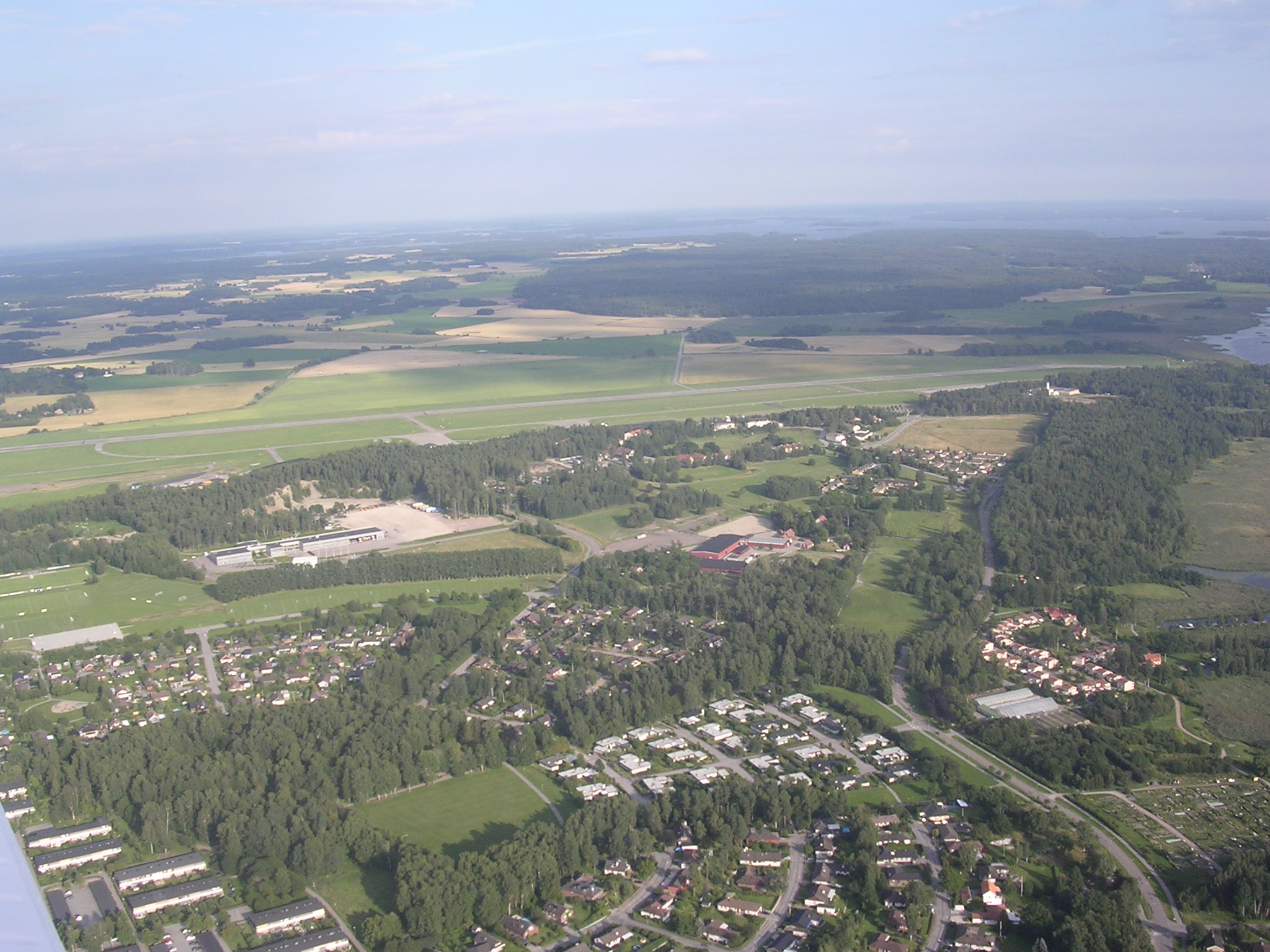
Royal Västmanland Air Fleet, Sistema di piste

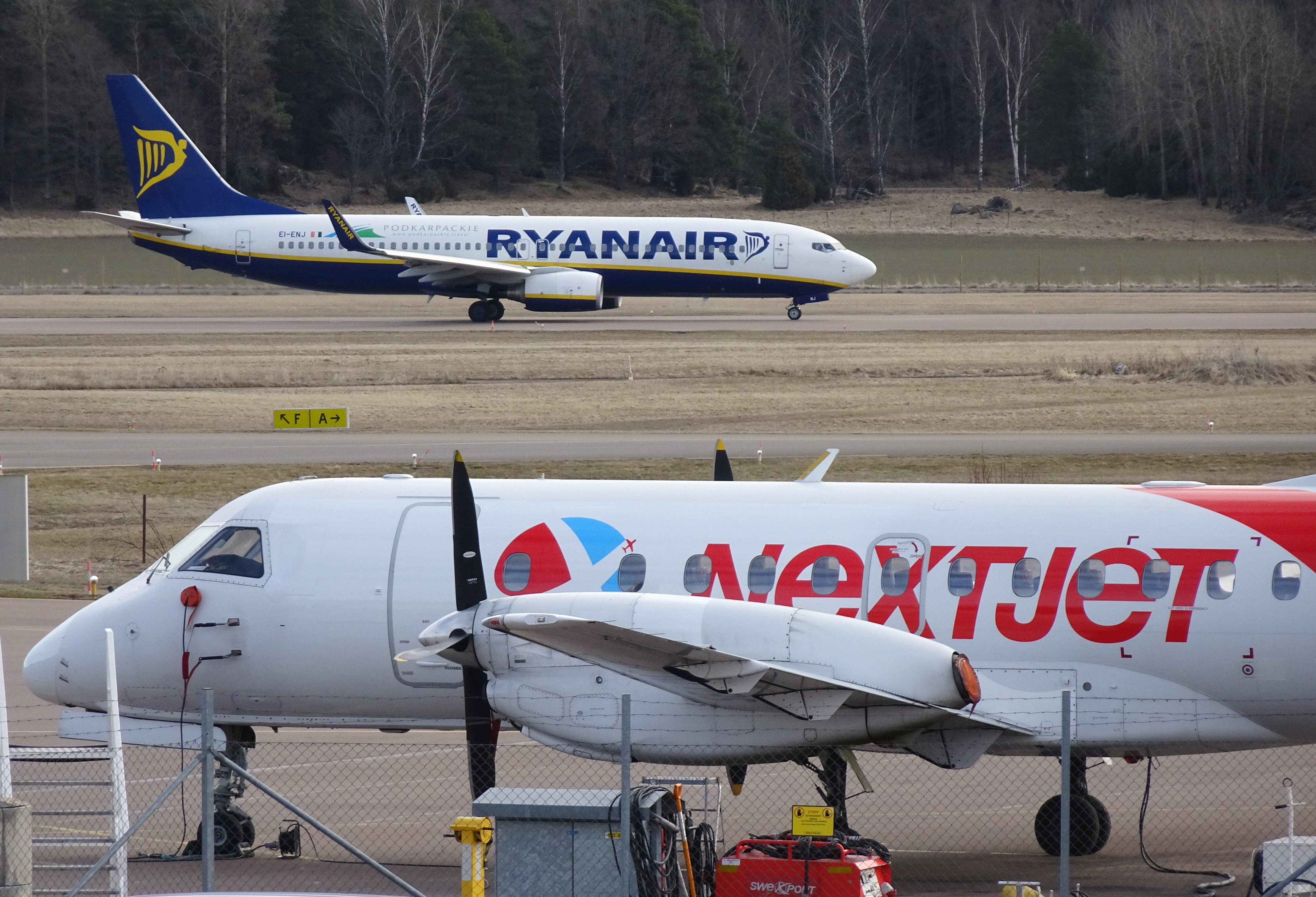
Aeroporto di Västerås 2017

L'Aeroporto di Stoccolma Västerås, noto anche come Hässlö Flygplats (IATA: VST, ICAO: ESOW) è un aeroporto internazionale minore situato vicino alla città di Västerås in Svezia, 110 km a ovest del comune di Stoccolma e della Contea di Stoccolma.

## Storia
Nel 1931 l'area iniziò ad essere utilizzata come base aerea militare. Nel 1976 l'aeroporto, acquistato dalla città, iniziò ad essere utilizzato per voli civili, la prima rotta fu della Scandinavian Airlines per Copenaghen.
Nel 2001 la Ryanair iniziò i voli, la prima rotta portò a Londra-Stansted. Nel 2006 Ryanair ha lasciato l'aeroporto, ma è tornata di nuovo nel 2007. Lo stesso anno la Scandinavian Airlines ha interrotto i voli da Västerås. L'aeroporto ha anche svolto un ruolo importante durante l'incendio di Västmanland del 2014, fungendo da base per aerei antincendio ed elicotteri di soccorso.
Il 13 maggio 2020 il consiglio comunale di Västerås decise di chiudere l'aeroporto. La compagnia aeroportuale dovrebbe terminare tutte le attività entro il 31 dicembre 2022. Ciò è dovuto alle perdite annuali e alla necessità di finanziamenti annuali da parte della città, aggravata dall'epidemia di coronavirus. Tuttavia il 21 marzo 2021 si è tenuto un referendum locale sulla questione, con la conseguenza che il traffico aereo di linea non si interromperà.

## Aviazione generale
L'aeroporto ha un ampio traffico di aviazione generica. Dei 17.737 sbarchi nel 2014, il 94% costituiva aviazione generica, secondo la CAA svedese (Transportstyrelsen). Ciò include voli ospedalieri, addestramento al volo, voli privati, voli aziendali e aerotaxi. Una moltitudine di operatori ha sede all'aeroporto di Stoccolma-Västerås. Tra questi ci sono officine di manutenzione, aziende di elicotteri, scuole di volo, club di volo e un museo dell'aviazione.

## Compagnie aeree e destinazioni
| Compagnia aerea | Destinazioni                                              |
| --------------- | --------------------------------------------------------- |
| Ryanair         | Aeroporto di Londra Stansted Stagionale: Alicante, Málaga |

## Statistiche
Questo grafico non è disponibile a causa di un problema tecnico.
Si prega di non rimuoverlo.
Vedi la query Wikidata di origine.

## Accesso
Il viaggio dall'aeroporto alla Stazione di Stoccolma Centrale può essere effettuato tramite Flygbussarna, un servizio di autobus privato, e dura circa un'ora e mezza. C'è anche un autobus urbano locale per la Stazione di Västerås Centrale, che ha treni per Stoccolma e altre città.